# Paul Roettgers
Paul Roettgers (Vianden, 1937) is een Luxemburgs kunstschilder.

## Leven en werk
Paul Roettgers kwam door Mett Hoffmann in aanraking met schilderkunst, hij is als kunstenaar grotendeels autodidact. 
Hij schilderde aanvankelijk traditionele stadsgezichten en landschappen. Later werden zijn doeken abstract, met als basis de kleuren en de structuur van het heuvellandschap in de Ösling. Roettgers werd in 1962 lid van de kunstenaarsvereniging Cercle Artistique de Luxembourg en sloot zich aan bij de Europäische Vereinigung Bildender Künstler aus Eifel und Ardennen. Hij ontving voor zijn werk onder meer met Ferd Medinger de Prix Grand-Duc Adolphe (1984) en in 1985 de Kaiser-Lothar-Preis.

## Prijzen en onderscheidingen
- 1961 Prix d'encouragement, Biennale des Jeunes in Esch-sur-Alzette
- 1984 Prix Grand-Duc Adolphe
- 1985 Kaiser-Lothar-Preis